# 峠越え
「峠越え」（とうげごえ）は、2014年4月2日に発売された福田こうへいの2ndシングル。

## 概要
- 福田こうへいの2枚目のシングル。
- 4/14付オリコンランキングで初動1.3万枚を売り上げ、「南部蝉しぐれ」で記録した8位（14年1/20付）を上回る自己最高位の6位に初登場した[3]。
- 2014年7月には、出荷枚数が10万枚を突破しゴールドディスク認定された。

## 収録曲
1. 峠越え
  - 作詞：久仁京介／作曲：四方章人／編曲：前田俊明
2. 南部のふるさと
  - 作詞：久仁京介／作曲：徳久広司／編曲：前田俊明
3. 峠越え オリジナルカラオケ
4. 峠越え （一般男声用半音下げカラオケ）
  - カラオケのキーを-1に設定したもの。
5. 南部のふるさと　オリジナルカラオケ